# Kemmern

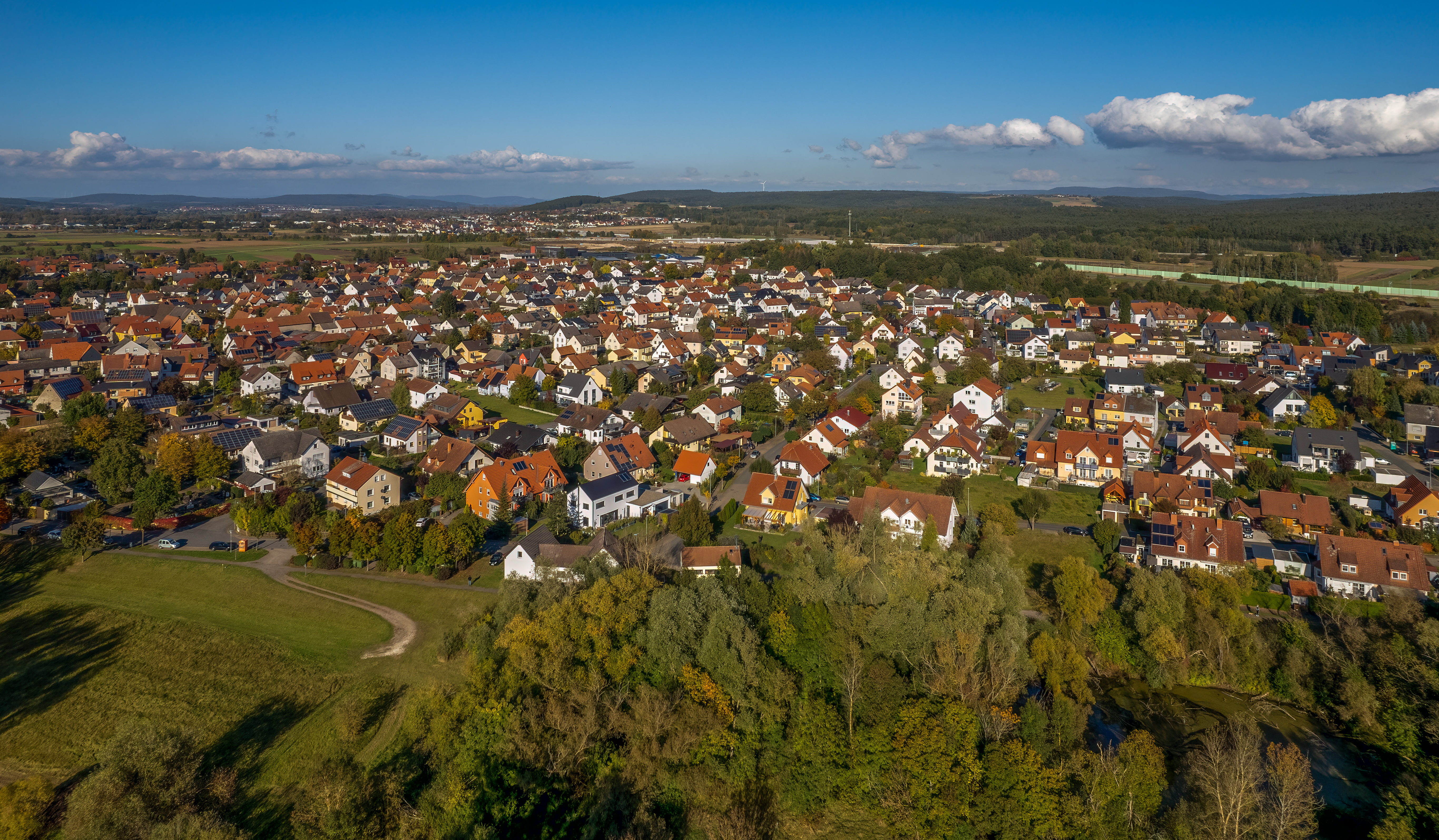
Kemmern Ortsansicht

Kemmern ist eine Gemeinde und ein Pfarrdorf im oberfränkischen Landkreis Bamberg sechs Kilometer nördlich von Bamberg und zählt zur Metropolregion Nürnberg.

## Geografie

### Geografische Lage
Die Gemeinde liegt bei einer durchschnittlichen Höhenlage von 236 bis 250 Metern etwa sieben Kilometer nördlich von Bamberg, direkt am Main zu Füßen der Ausläufer der Haßberge. Sie gehört zur Region Oberfranken-West im oberen Maintal. Eingebettet ist Kemmern in eine historische Kulturlandschaft mit hochmittelalterlichem Wegesystem und Spitzgewannfluren. Zahlreiche Geh- und Radwege binden Kemmern an touristisch interessante Räume (z. B. Maintal, Haßberge, Steigerwald, Fränkische Schweiz und Weltkulturerbestadt Bamberg) an.
Die Gemeinde ist an das überregionale Straßennetz (B 4 und A 73) angebunden.

### Gemeindegliederung
Es gibt nur das Pfarrdorf Kemmern als amtlich benannten Gemeindeteil und nur die Gemarkung Kemmern.

### Nachbargemeinden
Nachbargemeinden sind (von Norden beginnend im Uhrzeigersinn): Breitengüßbach, Hallstadt und Baunach.

## Geschichte

### Bis zur Gemeindegründung
Mit dem Reichsdeputationshauptschluss von 1803 kam der Ort zu Bayern. Im Zuge der Verwaltungsreformen in Bayern entstand mit dem Gemeindeedikt von 1818 die heutige Gemeinde.

### 20. und 21. Jahrhundert
Kemmern ist seit 1710 eigenständige Pfarrei. Die katholische Pfarrkirche St. Peter und Paul wurde in den Jahren 1978 bis 1980 erweitert.
Da Kemmern, wie insbesondere die Naturereignisse im Februar 1909 und Dezember 1967 zeigten, durch seine Lage am Main immer wieder vom Hochwasser bedroht war, erhielt es in den Jahren 1978 bis 1980 eine umfangreiche Hochwasserfreilegung.
Seit 1995 wird im Rahmen der Städtebauförderung mit staatlicher Hilfe und finanziellen Zuwendungen der Europäischen Union (EU) die Ortskernsanierung durchgeführt. Als deren Herzstück wurde 2010 der neugestaltete Kirchplatz fertiggestellt.
Die Erhaltung einer historischen Kulturlandschaft mit dem hochmittelalterlichen Wegesystem und den kleinparzellierten Spitzgewannfluren ermöglichte das Überleben seltener schutzwürdiger Tierarten, so der Knoblauchkröten und der Mohnbienen. Bei der Mohnbienenpopulation (Osmia papaveris) bei Kemmern handelt es sich um das weltweit größte bekannte Vorkommen.

### Einwohnerentwicklung
Im Zeitraum von 1988 bis 2018 wuchs die Gemeinde von 2202 auf 2561 um 359 Einwohner bzw. um 16,3 %.
| Jahr      | 1970 | 1987 | 1991 | 1995 | 2000 | 2005 | 2010 | 2015 | 2020 | 2023 |
| --------- | ---- | ---- | ---- | ---- | ---- | ---- | ---- | ---- | ---- | ---- |
| Einwohner | 1923 | 2188 | 2299 | 2442 | 2565 | 2597 | 2578 | 2595 | 2552 | 2545 |

## Politik

### Bürgermeister
Erster Bürgermeister ist Rüdiger Gerst (CSU). Er wurde im Jahr 2002 Nachfolger von Alois Förtsch (CSU), 2008 mit fast 90 %, 2014 mit 66,73 % bei einer Gegenkandidatin und 2020 bei zwei Gegenkandidaten mit 57,29 % der Stimmen im Amt bestätigt.

### Gemeinderat
Die Gemeinderatswahlen seit 2002 ergaben folgende Sitzverteilungen:
| Partei/Liste                           | Sitze | Sitze | Sitze | Sitze |
| Partei/Liste                           | 2020  | 2014  | 2008  | 2002  |
| -------------------------------------- | ----- | ----- | ----- | ----- |
| CSU                                    | 6     | 6     | 9     | 8     |
| Zukunft für Kemmern (ZfK)              | 4     | 4     | –     | –     |
| Unabhängiger Bürgerblock Kemmern (UBB) | 2     | 3     | 4     | 5     |
| SPD                                    | 1     | 1     | 1     | 1     |
| GRÜNE                                  | 1     | –     | –     | –     |

## Baudenkmäler

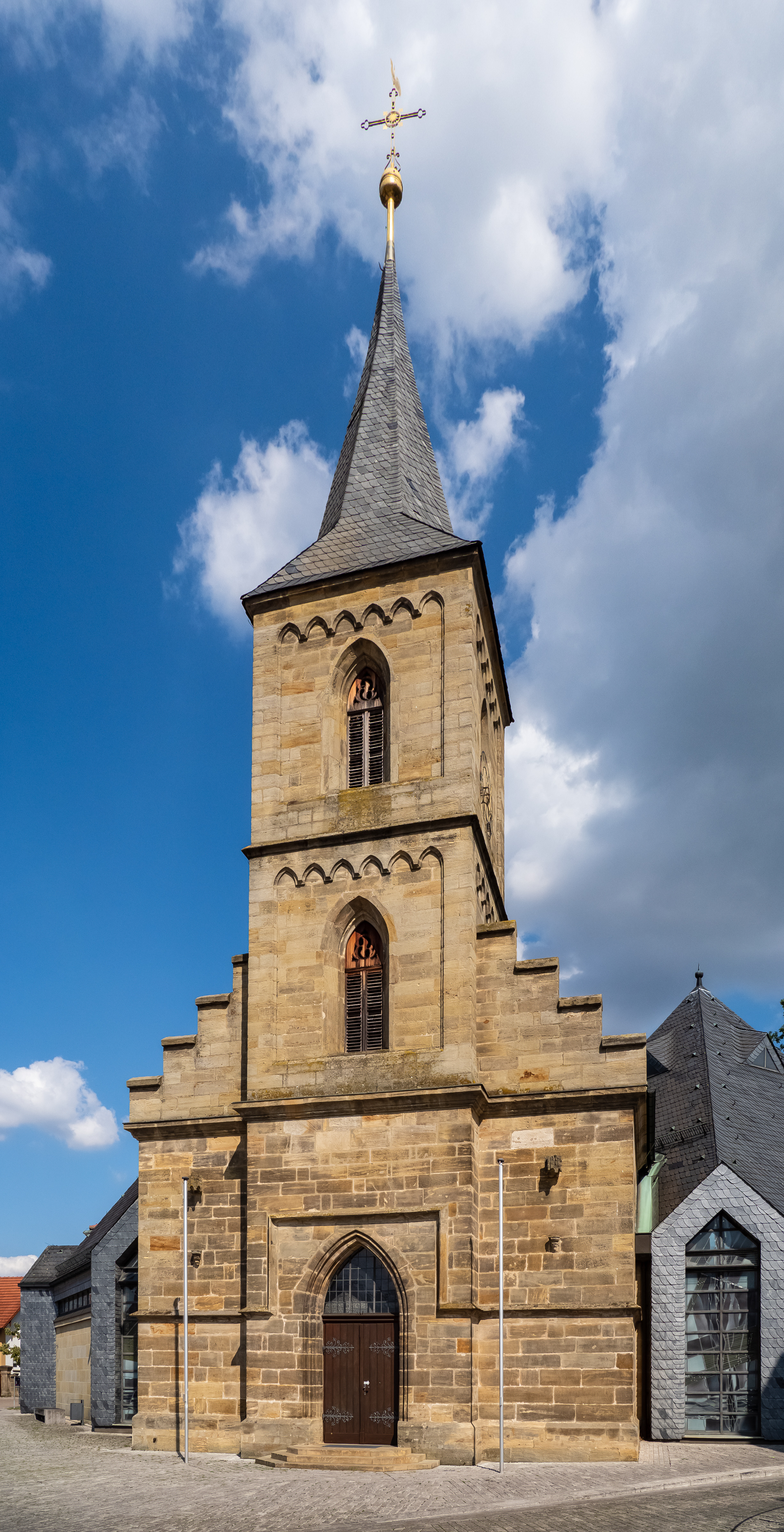
Pfarrkirche St. Peter und Paul

### Wappen
| Wappen Gde. Kemmern | Blasonierung: „In Rot über gekreuztem silbernen Schwert und silbernem Schlüssel eine goldene Traube.“ |
| Wappen Gde. Kemmern | Wappengeschichte: Die Abbildungen im Gemeindewappen sind von einem Ortssiegel aus dem 17. Jahrhundert abgeleitet, dessen Stempel erhalten ist. Die Gemeinde stellte 1836 im Zuge der Bestandsaufnahme von alten Wappen keinen Antrag auf Weiterverwendung. Das Wappen geriet in Vergessenheit und tauchte erst wieder bei der Wappenannahme 1958 auf. Schwert und Schlüssel sind die Attribute der Apostel Paulus und Petrus, denen die Kirche von Kemmern geweiht ist. Die Traube weist auf den ehemals bedeutenden Weinanbau im oberen Maintal hin. Dieses Wappen wird seit 1958 geführt. |

## Wirtschaft und Infrastruktur
Die aktuellen (2025) gemeindesteuerlichen Hebesätze betragen:
- Grundsteuer A: 195 v. H.
- Grundsteuer B: 250 v. H.
- Gewerbesteuer: 360 v. H.

Das Haushaltsvolumen 2025 beträgt 7.953.000 Euro.

### Wirtschaft einschließlich Land- und Forstwirtschaft
Es gab im Jahr 2020 nach der amtlichen Statistik 273 sozialversicherungspflichtig Beschäftigte am Arbeitsort. Sozialversicherungspflichtig Beschäftigte am Wohnort gab es insgesamt 1176. Im verarbeitenden Gewerbe gab es einen Betrieb, im Bauhauptgewerbe drei Betriebe. Zudem bestanden im Jahr 2016 zehn landwirtschaftliche Betriebe mit einer landwirtschaftlich genutzten Fläche von 185 Hektar, davon waren 158 Ackerfläche.

### Brauereien
Heute besteht in Kemmern die Brauerei Wagner-Bräu Kemmern. Bis 1985 braute zudem die Brauerei Leicht selbst.

### Freiwillige Feuerwehr
Die Freiwillige Feuerwehr Kemmern wurde 1875 gegründet.

### Bildung
Es gibt folgende Einrichtungen (Stand: 2022):
- Kindergärten: Die katholische Kindertagesstätte St. Maria mit Kinderkrippe und Schulkindbetreuung bietet Platz für 126 Kinder. Im September 2022 wurde das Kinderhaus der AWO mit je zwei Krippen- und Kindergartengruppen eröffnet.

- Volksschulen: Grundschule mit neun Lehrern und 91 Schülern
- Gemeindebibliothek St. Peter und Paul im Rathaus

## Söhne und Töchter der Gemeinde
- Thomas Silberhorn (* 1968), Politiker (CSU), MdB und Parlamentarischer Staatssekretär bei der Bundesministerin für Verteidigung
- Lukas Görtler (* 1994), Fußballprofi; im Ort aufgewachsen